# トガビリン
トガビリン(Togavirin、EC 3.4.21.90)は、以下の化学反応を触媒する酵素である。
-Trp-Ser-結合を加水分解することにより、トガウイルス科の構造タンパク質のN末端から自己触媒反応的にコアタンパク質を遊離させる。
この酵素は、シンドビスウイルス(en:Sindbis virus)、セムリキ森林ウイルス(en:Semliki Forest virus)等のトガウイルス(en:Togaviridae)から単離される。